# Oak Hill (Ohio)
Oak Hill is een plaats (village) in de Amerikaanse staat Ohio, en valt bestuurlijk gezien onder Jackson County.

## Demografie
Bij de volkstelling in 2000 werd het aantal inwoners vastgesteld op 1685.
In 2006 is het aantal inwoners door het United States Census Bureau geschat op 1647, een daling van 38 (-2,3%).

## Geografie
Volgens het United States Census Bureau beslaat de plaats een oppervlakte van
3,0 km², geheel bestaande uit land. Oak Hill ligt op ongeveer 203 m boven zeeniveau.

## Plaatsen in de nabije omgeving
De onderstaande figuur toont nabijgelegen plaatsen in een straal van 24 km rond Oak Hill.